# DBM-82 Krka
DBM-82 Krka je ratni brod u sastavu flote Hrvatske ratne mornarice. Prema klasifikaciji, radi se o desantnom brodu-minopolagaču klase Cetina (zapravo radi se o klasi JRM Silba). Brod je izgrađen u Brodogradilišu Brodosplit - Brodogradilište specijalnih objekata (Split), a porinut 1994. godine. U sastav flote HRM ušao je sljedeće godine.
Brod je po svom dizajnu Ro-Ro brod, na pramcu i krmi ima ulazno-izlaznu rampu. Brod je namijenjen za transport oružja i opreme (može prevesti do 6 tenkova ili 460 tona korisnog tereta) ili vojnika (do 300 vojnika). Također može izvoditi minopolagačke zadaće.
5. srpnja 2006., prilikom remonta u Remontnom brodogradilištu u Šibeniku DBM-82 Krka pao je s dizalice u more. Naime vitlo od dizala-platforme (tzv. sinkro-lift) se iščupalo iz betona i probilo brodsku oplatu zbog čega je nastala velika rupa te je krma potonula. Pritom je lakše ozljeđen jedan član posade. Kasnijim pregledom je utvrđeno da oštećenje nije teško koliko se isprva smatralo.

## Naoružanje
Naoružanje DBM-82 Krka razlikuje se od naoružanja istog broda u klasi, DBM-81 Cetine. Krka je naoružana pramčanim topom Bofors L70 kalibra 40mm/70 (dok Cetina  nosi dva dvocijevna kal. 30 mm na krilima mosta), 2 topa Hispano 20mm, a može nositi do 94 mine SAG-1.

## Poveznice
|  | Zajednički poslužitelj ima još gradiva o temi DBM-82 Krka |

- DBM-81 Cetina

## Vanjske poveznice
- Desantni brod Hrvatska tehnička enciklopedija, portal hrvatske tehničke baštine. LZMK